# 米格-25战斗机
米高揚-格列維奇 米格-25（俄語：Микоян и Гуревич МиГ-25，北約代號：“狐蝠”（Foxbat） ），是苏联在1960年代研制部署的一种高空高速截击机，由米高揚設計局負責開發，高尔基“鹰”飞机制造厂（GAZ-21厂）生產，空速可達3.2马赫。米格-25在冷战时期曾出口过叙利亚、伊拉克、印度等国家，但目前僅餘阿尔及利亚空军和敘利亞阿拉伯空軍的2架同款戰機服役。

## 研发历程

### 背景
50年代末和60年代初，火箭技术进步使弹道导弹大批装备，苏联出现了要导弹不要飞机的浪潮。赫鲁晓夫作为导弹派的鼎力支持者，使苏联航空飞机的研发受到严重影响。
美国當時正在研發的XB-70女武神式轟炸機與SR-71黑鳥偵察機（这兩種美製軍機的最高速度都超過3马赫，普通的截击机根本无法追上更遑论跟踪监视拦截）对苏联的国土防空构成了严重威胁，迫于压力，米高扬设计局于1958年主动展開高空高速截击机的研究，苏航空工业部长杰明捷夫主动支持。1961年米格-25的原型机E-155正式研制，1964年侦察原型机E-155R-1和截击原型机E-155P-1于3月和9月上天，作为米高扬设计局创建25周年的一份献礼。

### 研发
米格-25的预研工作在1958年和1959年进行（米高扬设计局的型号副总设计师列·格·申格拉娅）。
1960年，用米格-21為原型的新发动机试飞验证机E-150（外觀有些像早期殲-8），对米格-25的动力装置R-15-300後燃器涡喷发动机开始试飞。次年4月第二架验证机E-152上天。随后装生产型发动机R-15B-300的第3架验证机E-152M试飞。
1961年3月10日，米高扬签署研制米格-25原型机E-155的指令。
1962年侦察机全尺寸样机审定委员会开审定会。
1963年12月米格-25的第一架原型机（侦察型）E-155R-1出厂，1964年3月6日，苏联著名试飞员费多托夫首次驾机升空。同年9月9日第二架原型机（截击型）E-155P-1开始试飞。随后第三架原型机（侦察型）E-155R-3也参加试飞。三架原型机各装两台R-15B-300发动机，并在1965~1977年间，以E-266代号创造过8项飞行速度，9项飞行高度和6项爬升时间的世界纪录。

## 設計/性能

### 氣動佈局
有米高揚設計局與蘇聯中央空氣流體動力學研究院共同的研究的米格-25氣動佈局與之前的米格式飛機有較大差別，採用中等後掠上單翼、兩側進氣、雙發、雙垂尾佈局型式。是现代主流喷气战斗机中第一个使用双垂尾的机型。全动水平尾翼。機翼的後掠角為42°，下反角5°，相對厚度4%，展弦比3.2，翼面積61.9米²。翼面積滿足在20,000米高空作巡航飛行的要求，而小展弦比和中等後掠角則為了保證機翼的剛度。原型機的機翼原來無下反，試飛後發現機翼有嚴重上反效應，遂改用5°下反角。
由於佈局方案的尾臂很短，為保證航向穩定性採用雙垂尾和尾部腹鰭。經過試飛多次修改後，加大垂尾面積，減小腹鰭，克服了原尾腹鰭過大對著陸的不利影響。
飛機採用矩形二元進氣道，用水平調節斜板進行調節。這是米格系列飛機首次採用兩側進氣佈局，但尚未解決在土質跑道上起降時吸入外物的問題。
在一次高速飛行中偏轉副翼時因機翼嚴重扭轉而出現副翼反操纵，飛機墜毀，試飛員喪生。查明原因後規定在高速下不用副翼，改用差動平尾進行操縱。但因全動平尾的轉軸位置安排不當，在個別飛行狀態下助力器的功率不足，舵片無法復歸，再次機毀人亡。經分析後將平尾轉軸向前緣移動了140mm。这是米格25研发史中的2个重要事件，前者发生于1967年10月，首席试飞员尼施尼科夫丧身，此事件对米高杨带来严重打击造成其心脏疾病后于1970年辞世。后者发生于1973年10月，当时米格25已定型并批量生产，但出现的飞行事故集中于中低空下的跨音速飞行，所以仍不停由试飞员进行各项飞行测试。事故中试飞员古德科夫测试科目为8个不同高度的跨音速飞行，测试完毕返回机场途中，古德科夫向地面通报再做一次计划外的跨音速测试，后在1500米高度，1100km/h速度下使用全动式水平尾翼辅助转向；因此速下处于空气激波产生与消退的过渡阶段，在一定的概率中尾翼翼面气动中心突变，全动式水平尾翼差动后有可能在气流压迫下无法还原；古德科夫向地面报告飞机陷入轴向横滚，后未得改出，并因飞行高度过低坠毁，试飞员丧生。因飞机于高速下坠毁粉碎无法找到实证，米格设计局根据以前积累的认知和试飞员最后的报告推测，是全动式水平尾翼差动后无法复原造成飞机衡滚，后在半年中边测试边改进，最终将所有已装备部队的米格25的平尾轉軸向前緣移動了140mm，由此彻底解决了米格25于中低空跨音速段在一定概率下存在的失稳问题，在其后数十年的实用证明，米格25的安全性和整备率都远高于接近的高性能飞机。
MiG 25操作中，要求最大过载不超过5g，满油不超过3.5g，而实际在格斗训练中曾达到11.5g并导致机体变形无法修复，而仍旧飞回了基地。因其过载限制为气动原因，而非机体结构强度原因。
它的最高速度可達3.2马赫，满载4枚每枚近半吨的R40导弹后，极速会降至2.9马赫。但是全速飛行将会损害发动机，其最高速度维持时间与机内所载的甲醇-水冷却剂容量有关，因甲醇-水冷却剂会挤占燃油携带量，所以携大容量冷却剂虽可延长极速时间却会减少滞空时间。因地区和任务差异，最初设计甲醇-水冷却剂容量为250升，后又有500升改型，因此极速时间8至15分钟不等。若降低极速要求，米格25可以2.5倍音速连续巡航，至燃料耗尽。

### 耐高温油漆
苏美以不锈钢为主的MiG-25和XB-70都遇到油漆问题。苏联MiG-25因采用半硬壳结构，机翼机身表面在高低温差循环中变形较小，漆皮较持久；不过其尾翼喷涂的苏联五角星，以白漆为底漆，在白色五角星中再喷涂略小一号的红星，形成为白色镶边红星；最初使用的红漆因熔点较低，3马赫飞行后发生红漆被熔化吹去，只剩白星的情况，后改用熔点更高的红漆解决了这个问题。XB-70机翼机身通体都漆以耐高温的二氧化钛基白漆，但因采用构架（软壳）结构，表面在高低温差循环中变形较大，原型机二号经多次3马赫飞行后，漆皮大面积破裂剥离，惨不忍睹；但因XB-70还有其它诸多问题，改善涂装的事一再被推迟，解决方法是每高速飞行约十次后重漆一遍，以及在公开展示前彻底打磨重漆。

## 改进

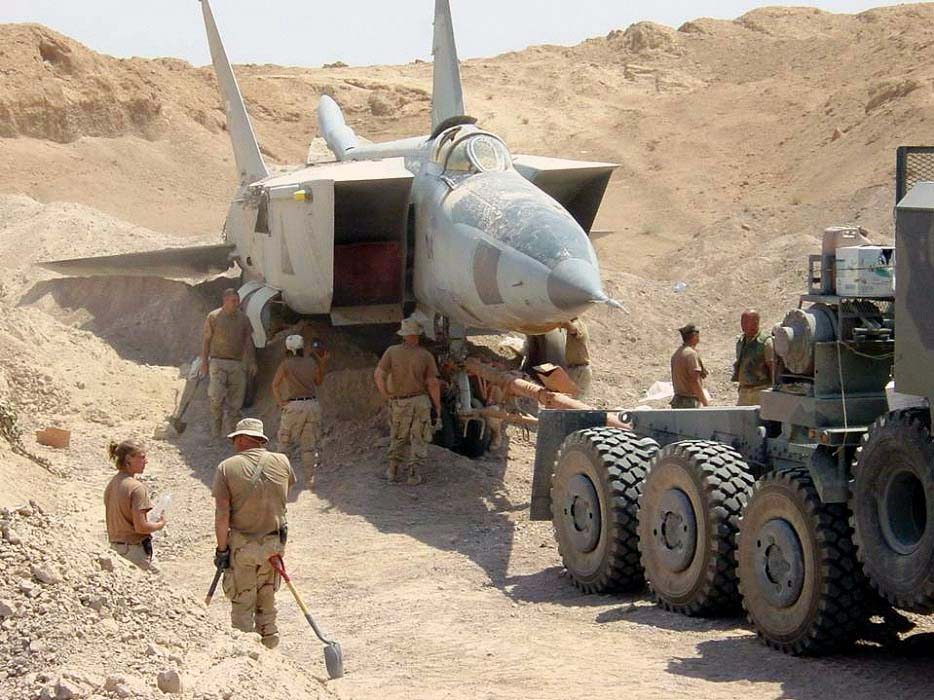
伊拉克戰爭被擄獲的米格-25

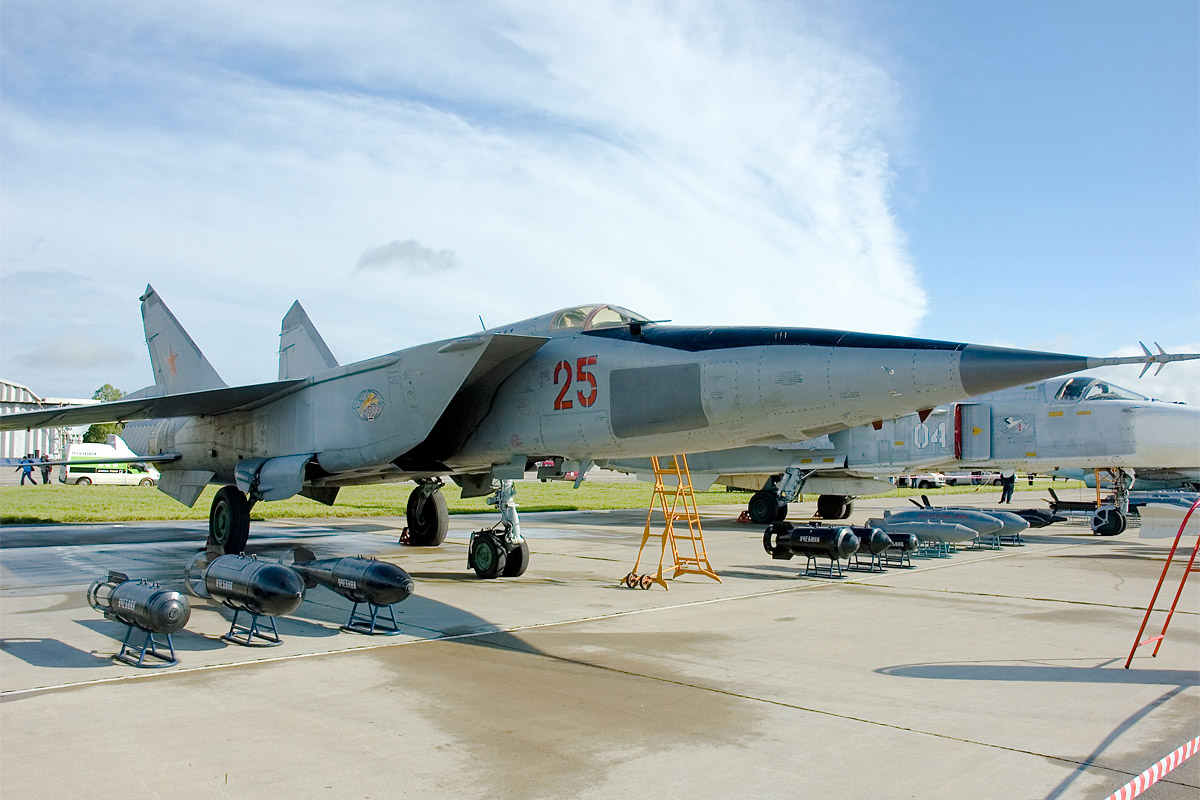
轟炸武裝展示

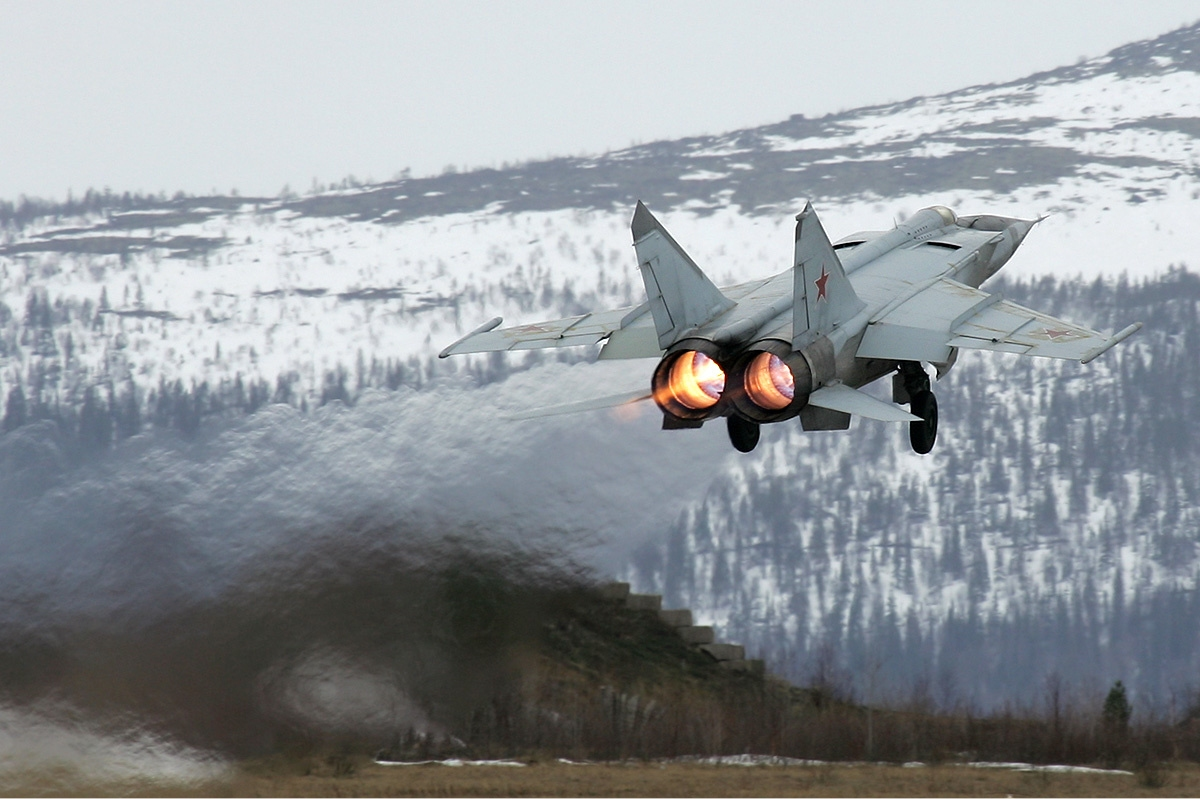
俄國米格-25於2011年

米格-25第一批量产型式米格-25P，装备的是旋风-A单脉冲雷达（蓝宝石-23）。功率600千瓦。倒置卡塞格伦天线直径超过1米。
因部分由于叛逃造成洩密的担忧，苏联1976年开始发展后续型号，MiG-25PD（北约称为 "狐蝠-E"），装备了RP-25M Sapfir（蓝宝石-25，北约称“狐火”）下视42度并下射能力的脉冲多普勒加连续波体制雷达，该雷达原来用在米格-23上。机鼻加装了TP-26-SH1前视红外搜索/跟踪系统，目标搜索范围45km。R-15BD-300发动机，加力推力112KN。装备R-40与R-60空空导弹。此外为了突破实用中实际无法突破2.8马赫的限制，推出了一个非官方改型MiG-25M，它使用R15BF2-300发动机，但没有生产。

## 世界纪录
原型机Ye-155曾有如下纪录：苏联宣称的无载荷及载荷在一到两吨飞行速度纪录，Alexander Fedotov于1965年3月16日在达到了2,319.12 km/h的速度。1977年8月31日，“Ye-266M”由Alexander V. Fedotov驾驶创下了自我动力飞机的高度纪录，他在纯爬升中达到了37,650米。

## 操作历史

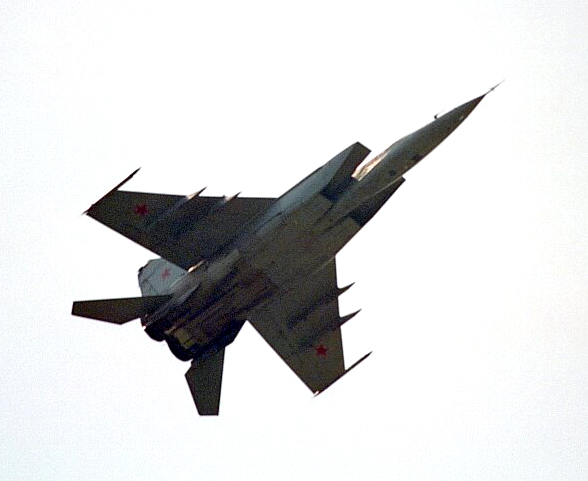
MiG-25PU

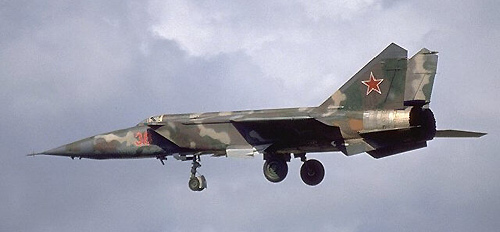
俄羅斯空軍 米格-25BM

### 中东战争
苏联1971年三月派了侦察型：两架MiG-25R和二MiG-25RB到埃及并驻扎到第二年6月。它们属于第63独立空军分队。苏联人在以占西奈半岛上空，在极高的高度（17,000–23,000米）执行了约20次侦察，每次都是双机出动。它们也侦察过以色列的核设施。

### 两伊战争

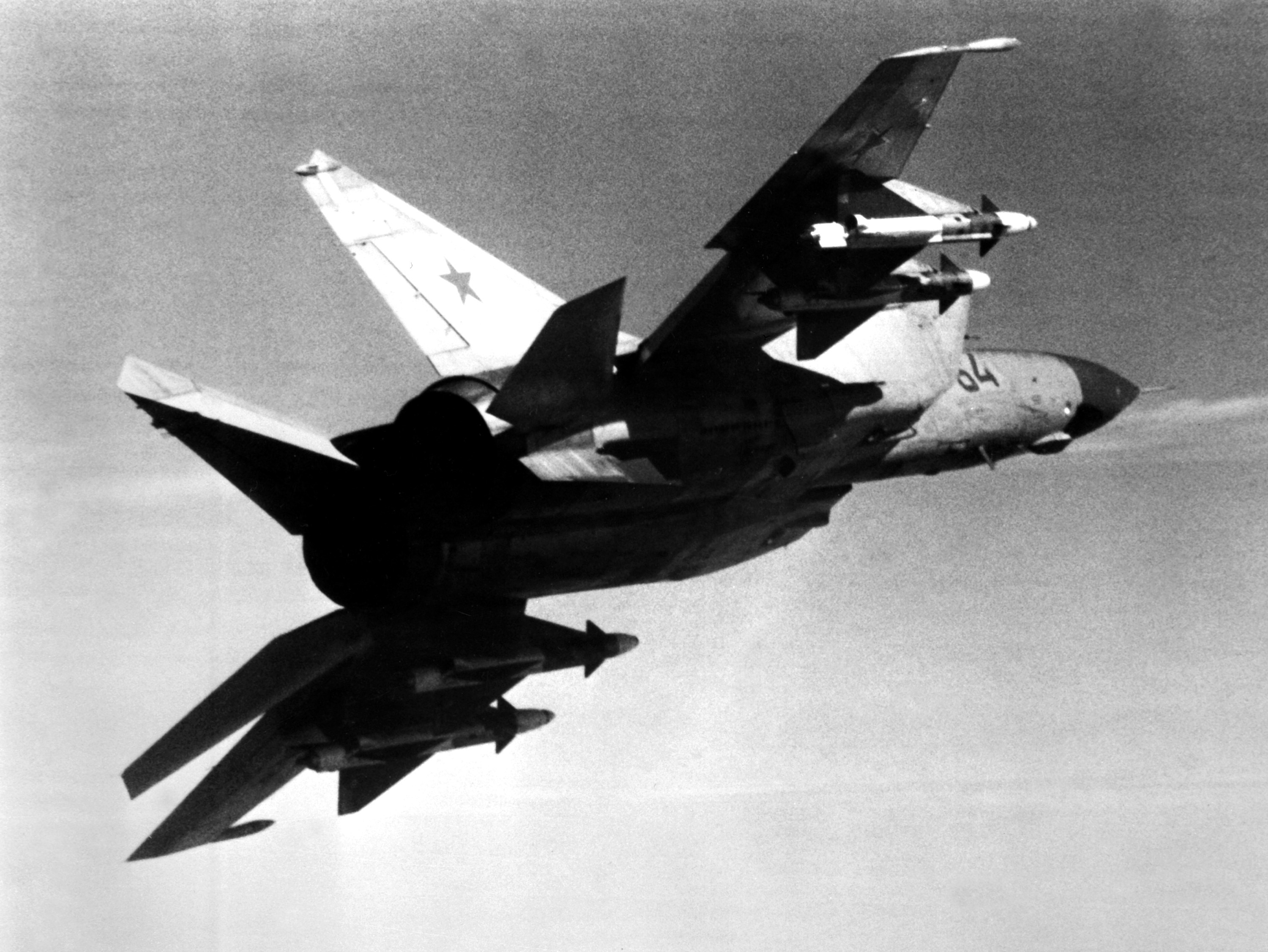
在機翼下掛彈出擊的米格-25

MiG-25在伊拉克空军中服役，1982年3月12日一架伊朗空军的F-4战斗机遭米格-25发射的导弹重创。1983年2月还击落一架伊朗的C-130。1984年4月，一架MiG-25PD击落一架伊朗F-5。

### 海湾战争
海湾战争（1991年1月17日）第一天夜間一架Michael Scott Speicher少校（追晉上校）驾驶的美國海軍的F/A-18C大黄蜂战斗机(編號AA403)在空战中被击落，有报道说这是當時伊拉克空軍84中队的Zuhair Dawood中校的米格-25 PD(編號25211)所击落的。

### 伊拉克禁飛區衝突
在海灣戰爭結束後，雖然美、英、法三國在伊拉克設立禁飛區。然而，在1992年11月24日，伊方宣佈將挑戰聯軍禁飛行動，並多次派出戰機進入相關區域。同年12月27日，伊拉克空军的其中一架米格-25在闖入南部禁飛區後，被美軍F-16D戰機發射AIM-120導彈擊落，是首次有同款戰機被擊落。

### 克什米爾衝突
於1990年代尾，印、巴兩國間的克什米爾衝突（尤其是1999年卡吉尔战争及2001年印巴對峙期間）再度白熱化，因此印度空軍自1997年5月起，曾多次派出偵照型米格-25（官方愛稱為「迦樓羅」），闖入巴基斯坦上空執行偵察任務，直至2006年退役後由無人機及軍事衛星取代。

## 评价及影响
米格-25在装备苏军初期由于其极高的性能参数，一直为西方世界所关注，西方甚至以此推测苏联的军用航空制造技术已经领先于世界。直到1976年9月6日苏军飞行员維克多·別連科中尉驾驶米格-25飞机叛逃日本，西方世界才真正揭开了该飞机神秘的面纱。美日的技术专家把米格-25完全拆解后运到东京以北100多公里的自衛隊百里基地，经过彻底的检查，该机70%的部件是不鏽鋼，虽然极限速度很高，但是技术性能并没有想像中那么驚人，雷達因為其研發時間處於冷戰，為了應對可能到來的核打擊產生的EMP，主要航電甚至使用早已過時的真空管零件，从整体性能上说仅仅相当于美国的F-4鬼怪式战斗机，和美国当时正在研制的F-15“鹰”和F-16“战隼”战斗机更是相距甚远。因其为高超音速下的稳定性优化，有巨大的双垂尾面积，低速下反而成为制肘，时速500公里左右时较铝合金战机迴轉半徑驚人因此而有「直線战斗機」之譏，这也是3倍音速飞机难免的特性，相对SR71于3.2倍音速全速飞行时，倒頭的回转直径可“横跨整个加州”，米格25已具备作为战机所应有的机动性。但僅設計目的而言，作為高空高速攔截機之用，米格-25是成功的達到設計需求。后来，米高扬设计局在米格-25的基础上设计出米格-31。
美国本来并未看重苏联技术，但因1962年首飞的A12系列（包括双座版SR71）和1964年首飞的XB70存在的各种问题，使美方通过各种途径想知道俄国对手是怎么做的，其中一个重点是想知道俄国人如何焊接“钛合金”薄板。
- A12/YF12/MD21/SR71系列一直存在燃料泄漏和超音速下引擎熄火的问题，使洛克希德大为头疼。为承受3倍音速下的高温，A12系列使用了93%的钛合金件（整机空重含80%即约20吨纯钛），因钛合金尤其是薄板焊接非常困难，所以A12系列仍采用了早已過時的平头铆钉铆接。而A12机腹蒙皮即为机腹油箱外壁，本来在二战飞机中以铆接蒙皮为油箱外壁很常见，但A12要承受上百摄氏度的温差变化，蒙皮的铆接接缝密封不可以過於緊密，這個問題一直未得完善，冷机下漏油成了常态，燃料只能在接到起飞命令后灌注，但起飞前机腹下已汪洋一片。且因为高低温差循环，热机状态比冷机时要伸长约1英尺，因此时有铆钉断裂和面板变形发生，每次飞行后地勤均需对A12系列全面检查，补齐铆钉更换变形板材；即便没有发生铆钉缺失，这个全面检查也需耗时19小时。因此虽然对空地勤严格管理，A12系列每10万飞行小时坠机率达35.5架，平均坠机间隔只有2815飞行小时，其中3倍音速以上的任务飞行时间只有144.8小时；尽管全系列50架约30年的总共飞行时间53490小时，尚不及10万小时坠机率计数的底限。
- XB70的制造商北美航空当时正处于公司危机前夜。XB70采用了和米格25同样的路线，以不锈钢焊接为主制造机体，仅在高温处包覆钛合金件。而XB70“精巧的”钢结构设计一直有缺陷，原型机1号在3倍音速下机翼前端变形小部分撕裂，碎片一次性损毁了全部6台发动机；2号机勉强改善了结构强度得以3倍音速下全身而退，又在撞击事故中坠毁，事发中在轻载、亚音速下陷入的尾旋中左翼大部折断至引擎舱，而美国空军认为XB70缺乏继续改进的余地因而取消了整个计划。北美航空因XB70的失败和1967年阿波罗1号火灾的责任问题，1967年被洛克韦尔兼并。
- 美国通过对米格25照片的分析，发现米格25尤其是原型机外壁光滑平整（后期型为安装各种侦察设备，机首有较随意的并不统一的各种开口，以平头螺丝安装挡板），判读大量采用了先进的焊接技术，而1976年前的实用中表现出米格25坚固可靠，同时又不失高爬升速率等性能，与XB70的表现大相径庭，使美国空军很难相信这是架以钢结构为主的飞机。加上同期苏联在钛合金潜艇方面的独到建树，如1963年始建的papa级核潜艇采用钛合金厚板焊接制造整个承压舱体，诸方面使美方认为俄国人解决了钛合金薄板焊接难题，误认为米格25为钛合金焊接制造。此间CIA通过谍报获得資訊有：设法获取了参与MiG 25研制的高级焊接技师的名单，其中参与了papa级核潜艇焊接工作的高级技师赫然在目；因苏联将MiG 25成百架大批量生产（最终产量逾千架，相对而言A12/YF12/M21/SR71系列总共生产了50架，其中19架坠毁；XB70生产了3架样机，其中第1架强度不足，第2架坠毁，第3架在建中取消），美方在核算了情报获知的苏联钛合金产量、品种和消耗量后，认为还有秘密的钛合金生产基地供应MiG 25的生产，因此曾寻找此并不存在的保密城市。直到1976年拆解别连科的米格25才解决了这个疑团，80%为镍钢，仅使用了9%的钛。然而镍钢焊接仍令美国空军叹为观止，焊缝总长达4至5公里，焊接的机身强度很高，以致后来美国陆军试图以60吨的M1A1碾压俘获的伊拉克米格機，M1A1却沿机翼开上了机背。

總上，米格自然不是一款和铝合金飞机比亚音速纏鬥的飞机，也不像SR71，原计划接替U-2以高速长程掠过苏联广阔的大地，后因防空导弹的迅猛发展从未进入苏联领空而仅以小国为目标。米格25是一款坚固可靠，大批装备可且由普通飞行员着一般抗荷服即可驾驶，能随时起飞（紧急起飞仅须2分钟；相对而言SR71紧急起飞须15分钟，包括加注1/3燃料，引擎暖机，以及利用飞机准备时间，飞行员穿上类似宇航服、自带小型应急氧气供应手提箱的全封闭飞行服），起飞后即能高速达到指定区域飞到指定高度并立即对敌方展开攻击的区域截击机。对原设计意图米格25做得很好，以致于首飞27年后凭老旧的雷达，笨拙的机体仍能超越晚辈，在伊拉克防空体系的混乱中单枪匹马击落F18，成为伊空军击落美国战机的唯一记录。对抗中米格25并未与北约机纏鬥，而是利用强大的加速能力迅速摆脱美军战机的雷达照射，并持续以1.4马赫左右的超音速围绕以亚音速巡航的北约机群外围兜圈，令北约护卫战机知道其存在却未得连续跟踪。等待雷达暖机完成后，米格25在地面雷达站的引导下回到拦截路线上并迅速衝入距北约机群，在距敌机38和29公里处分别锁定目标和发射重型空对空导弹（R40，同级另只有R33, AIM54）击落F18。同时也应当注意，虽然F18定位属多功能战机而具备一定的空战能力，此时的美军F18战机普遍挂载了大量的空对地武器，机体的重量较大，油料可能会因为一场空战被大量消耗而使飞行员无法完成对地攻击任务，甚至因此让攻击机群遭受本应被F18压制的防空阵地威胁，因此F18机群的领队并未在米格25第一次尝试摆脱时进行追击，甚至在返回航空母舰后才意识到友机被击落了。

## 相關影視作品
- 1977年香港諜報電影狐蝠。